# 초이동
초이동(草二洞)은 경기도 하남시의 법정동이다. 하남시의 서북단에 위치해 있으며 북쪽으로는 서울특별시를 접하고 있다.

## 개요
초일동과 초이동은 초덕리(草德里)에서 1917년 서로 분리되어 초일리, 초이리라고 하였다가 이후 동으로 승격된 지역이다. 초이리에는 서부면사무소가 있었다. 광암동에는 청동기 시대의 고인돌이 많이 남아있어 이를 한자로 옮기면서 광암리(廣岩里)라고 한 것인데, 하남시로 승격될 때 광암1리는 감북동, 광암2리는 초이동 관할로 편입되며 갈라졌다.

## 법정동
- 초이동(草二洞)
- 초일동(草一洞)
- 광암동(廣岩洞)